# Lirey
Lirey è un comune francese di 99 abitanti situato nel dipartimento dell'Aube nella regione del Grand Est.
Località famosa per aver ospitato, in una chiesa collegiata fondata dal cavaliere Goffredo di Charny, il telo della Sindone (oggi conservato nel Duomo di Torino) dal 1355 circa al 1418.

## Società

### Evoluzione demografica

Abitanti censiti